# Equipe andorrana na Copa Davis
A equipe andorrana na Copa Davis representa Andorra na Copa Davis, principal competição de tênis masculina por equipes do mundo. É administrada pela Federació Andorrana de Tennis.